# Turanovac
Turanovac is een plaats in de gemeente Lukač in de Kroatische provincie Virovitica-Podravina. De plaats telt 825 inwoners (2001).